# Northern Lights (Megumi Hayashibara)
Northern Lights è un brano musicale di Megumi Hayashibara, scritto da Takahashi Go e dalla stessa Hayashibara, e pubblicato come singolo il 27 marzo 2002 dalla Starchild Records. Il brano è stato incluso nell'album della Hayashibara feel well. Il singolo raggiunse la terza posizione della classifica settimanale Oricon, e rimase in classifica per nove settimane. Al 2012 il singolo è il miglior risultato commerciale della cantante. Brave Heart è stato utilizzato come seconda sigla d'apertura della serie televisiva anime Shaman King.

## Tracce
CD singolo KICM-3027
1. Northern lights - 3:31
2. Omokage (おもかげ) - 3:44
3. Northern lights (Off Vocal Version) - 3:31
4. Omokage (Off Vocal Version) - 3:44

Durata totale: 14:29

## Classifiche
| Classifica (2002)                        | Posizione più alta |
| ---------------------------------------- | ------------------ |
| Giappone (Classifica settimanale Oricon) | 3                  |